# Seznam evroposlancev iz Francije (1999–2004)
Seznam evroposlancev iz Francije' v mandatu 1999-2004.

## A
- William Abitbol (Evropa demokracij in raznolikosti)
- Sylviane Ainardi (Evropska združena levica – Zelena nordijska levica)
- Danielle Auroi (Skupina Zelenih-Evropska svobodna zveza)

## B
- Jean-Pierre Bebear (Evropska ljudska stranka - Evropski demokrati)
- Pervenche Berès (Stranka evropskih socialistov)
- Jean-Louis Bernié (Evropa demokracij in raznolikosti)
- Georges Berthu (Neodvisni)
- Armonia Bordes (Evropska združena levica – Zelena nordijska levica)
- Yasmine Boudjenah (Evropska združena levica – Zelena nordijska levica)
- Alima Boumediene-Thiery (Skupina Zelenih-Evropska svobodna zveza)
- Jean-Louis Bourlanges (Evropska ljudska stranka - Evropski demokrati)
- Yves Butel (Evropa demokracij in raznolikosti)

## C
- Marie-Arlette Carlotti (Stranka evropskih socialistov)
- Gérard Caudron (Evropska združena levica – Zelena nordijska levica)
- Isabelle Caullery (Zveza za Evropo narodov)
- Chantal Cauquil (Evropska združena levica – Zelena nordijska levica)
- Daniel Marc Cohn-bendit (Skupina Zelenih-Evropska svobodna zveza)
- Thierry Cornillet (Evropska ljudska stranka - Evropski demokrati)
- Paul Coûteaux (Evropa demokracij in raznolikosti)

## D
- Danielle Darras (Stranka evropskih socialistov)
- Michel Dary (Evropska združena levica – Zelena nordijska levica)
- Joseph Daul (Evropska ljudska stranka - Evropski demokrati)
- Francis Decourrière (Evropska ljudska stranka - Evropski demokrati)
- Marielle De Sarnez (Evropska ljudska stranka - Evropski demokrati)
- Marie-Hélène Descamps (Evropska ljudska stranka - Evropski demokrati)
- Harlem Désir (Stranka evropskih socialistov)
- Christine De Veyrac (Evropska ljudska stranka - Evropski demokrati)
- Olivier Duhamel (Stranka evropskih socialistov)

## E
- Alain Esclopé (Evropa demokracij in raznolikosti)

## F
- Anne Ferreira (Stranka evropskih socialistov)
- Hélène Flautre (Skupina Zelenih-Evropska svobodna zveza)
- Janelly Fourtou (Evropska ljudska stranka - Evropski demokrati)
- Geneviève Fraisse (Evropska združena levica – Zelena nordijska levica)
- Jean-Claude Fruteau (Stranka evropskih socialistov)

## G
- Marie-Françoise Garaud (Neodvisni)
- Georges Garot (Stranka evropskih socialistov)
- Charles de Gaulle (Neodvisni)
- Marie-Hélène Gillig (Stranka evropskih socialistov)
- Bruno Gollnisch (Neodvisni)
- Françoise Grossetête (Evropska ljudska stranka - Evropski demokrati)
- Catherine Guy-Quint (Stranka evropskih socialistov)

## H
- Adeline Hazan (Stranka evropskih socialistov)
- Marie-Thérèse Hermange (Evropska ljudska stranka - Evropski demokrati)
- Philippe Herzog (Evropska združena levica – Zelena nordijska levica)
- Brice Hortefeux (Evropska ljudska stranka - Evropski demokrati)

## I
- Marie Anne Isler Béguin (Skupina Zelenih-Evropska svobodna zveza)

## J
- Thierry Jean-Pierre (Evropska ljudska stranka - Evropski demokrati)

## K
- Alain Krivine (Evropska združena levica – Zelena nordijska levica)
- Florence Kuntz (Evropa demokracij in raznolikosti)

## L
- Arlette Laguiller (Evropska združena levica – Zelena nordijska levica)
- Catherine Lalumière (Stranka evropskih socialistov)
- Alain Lamassoure (Evropska ljudska stranka - Evropski demokrati)
- Carl Lang (Neodvisni)
- Thierry de la Perriere (Neodvisni)
- Alain Lipietz (Skupina Zelenih-Evropska svobodna zveza)

## M
- Jean-Charles Marchiani (Zveza za Evropo narodov)
- Hugues Martin (Evropska ljudska stranka - Evropski demokrati)
- Jean-Claude Martinez (Neodvisni)
- Véronique Mathieu (Evropa demokracij in raznolikosti)
- Elizabeth Montfort (Evropska ljudska stranka - Evropski demokrati)
- Philippe Morillon (Evropska ljudska stranka - Evropski demokrati)

## N
- Sami Naïr (Evropska združena levica – Zelena nordijska levica)
- Jean-Thomas Nordmann (Evropska liberalna, demokratska in reformna stranka)

## O
- Gérard Onesta (Skupina Zelenih-Evropska svobodna zveza)

## P
- Charles Pasqua (Zveza za Evropo narodov)
- Béatrice Patrie (Stranka evropskih socialistov)
- Yves Piétrasanta (Skupina Zelenih-Evropska svobodna zveza)
- Bernard Poignant (Stranka evropskih socialistov)

## R
- Michel Raymond (Evropa demokracij in raznolikosti)
- Michel Rocard (Stranka evropskih socialistov)
- Didier-Claude Rod (Skupina Zelenih-Evropska svobodna zveza)
- Martine Roure (Stranka evropskih socialistov)

## S
- Jean Saint-Josse (Evropa demokracij in raznolikosti)
- Gilles Savary (Stranka evropskih socialistov)
- Michel-Ange Scarbonchi (Evropska združena levica – Zelena nordijska levica)
- Anne-Marie Schaffner (Evropska ljudska stranka - Evropski demokrati)
- Dominique Souchet (Neodvisni)
- Marie-France Stirbois (Neodvisni)
- Margie Sudre (Evropska ljudska stranka - Evropski demokrati)
- Fodé Sylla (Evropska združena levica – Zelena nordijska levica)

## T
- Nicole Thomas-Mauro (Zveza za Evropo narodov)

## V
- Roseline Vachetta (Evropska združena levica – Zelena nordijska levica)
- Alexandre Varaut (Neodvisni)
- Françoise de Veyrinas (Evropska ljudska stranka - Evropski demokrati)
- Dominique Vlasto (Evropska ljudska stranka - Evropski demokrati)

## W
- Francis Wurtz (Evropska združena levica – Zelena nordijska levica)

## Z
- François Zimeray (Stranka evropskih socialistov)